# بن قاسي
بن قاسي (الاسم العلمي:Coffea rigida) هو نوع غير مؤكد من النباتات يتبع جنس البن من الفصيلة الفوية.